# Distretto di Lapseki
Il distretto di Lapseki (in turco Lapseki ilçesi) è uno dei distretti della provincia di Çanakkale, in Turchia.